# École nationale supérieure d'architecture de Paris-La Villette
Pour les articles homonymes, voir Villette.
L'École nationale supérieure d'architecture de Paris-La Villette (ENSAPLV) est un établissement public d'enseignement supérieur à caractère administratif situé à Paris en France. Elle est placée sous la tutelle du ministère de la Culture et de la Communication (direction de l'Architecture et du Patrimoine). C'est l'une des vingt écoles publiques — les écoles nationales supérieures d'architecture — qui dispensent un enseignement supérieur de l'architecture en France.
L'école de Paris-La Villette est, par le nombre de ses étudiants, la plus importante des 22 écoles d'architecture habilitées en France. Elle est membre de la Communauté d’universités et établissements (COMUE) HESAM.- Hesam Université (hautes études Sorbonne arts et métiers) est une ComUE (Communauté d'Universités et d'Établissements) qui fédère 12 établissements français d’enseignement supérieur, de formation et de recherche.
Héritière de l'unité pédagogique d'archéologie no 6 (UP6), l'école est principalement située au 144 avenue de Flandre / 9 rue Barbanègre (avec également des locaux 11 rue de Cambrai pour le libre service informatique, et 118-130 avenue Jean-Jaurès pour les laboratoires de recherche), dans le 19e arrondissement de Paris.

## Histoire

### De l'ENSBA aux unités pédagogiques d'architecture
Jusqu'en 1968, l'architecture est enseignée à l'École des Beaux-Arts de Paris. Au début des années 60, les bâtiments de l'ENSBA atteignent leurs limites de capacité d'accueil et l'académisme de son enseignement est de plus en plus en décalage avec la réalité de la pratique architecturale. Une première réforme divise en 1965 les ateliers d'architecture en trois groupes (A, B et C), le groupe C s'installant dans des bâtiments provisoires sous la verrière du Grand Palais. Ce groupe rassemble des enseignants parmi les plus contestataires, comme Georges-Henri Pingusson ou Georges Candilis. Les événements de Mai 1968 marquent la rupture définitive avec les Beaux-Arts : par le décret du 5 décembre 1968, André Malraux crée les « unités pédagogiques d'architecture » : 5 à Paris et en région parisienne, et 13 en province. L'unité pédagogique d'architecture no 6, constituée des étudiants et enseignants refusant de s'intégrer aux cinq autres UP parisiennes, est créée en février 1969.

### De l'unité pédagogiqueno6à l'école d'architecture de Paris-La Villette
La séparation institutionnelle des unités pédagogiques d'architecture avec l'École des Beaux-Arts étant acquise, les UPA quittent progressivement les anciens locaux du Palais des Études et du Grand Palais. L'unité pédagogique no 6 s'installe en 1977 dans l'ancienne faïencerie Varène Frères, rue de Flandre dans le 19e arrondissement de Paris.

## Enseignement
L'ENSAPLV est connue pour sa pluridisciplinarité.[réf. nécessaire]. 
Depuis 2006, l'école propose un double cursus d'architecte ingénieur en partenariat avec l'École spéciale des travaux publics (ESTP) à Paris, et, depuis 2010, avec l'École des ingénieurs de la ville de Paris (EIVP).

## Recherche et théorie
L'ENSAPLV dispose de cinq équipes de recherche habilitées par le Bureau de recherche architecturale et urbaine après avis du Comité consultatif de la recherche architecturale, lié à l'enseignement :
- LAREA (Laboratoire d'architecturologie et de recherches épistémologique sur l'architecture),
- LET (Laboratoire Espaces - travail),
- LAA (Laboratoire Architecture - anthropologie),
- ARIAM (Atelier de recherche informatique, architecture et modélisation),
- Laboratoire Architectures, milieux, paysages) (anciennement Jardins, paysages, territoires).

## Associations étudiantes
L'Association des Étudiants et Anciens Étudiants de l'École d'Architecture de la Villette est une ancienne association, dont les prérogatives ont été reprises par La Villette Étudiante en 1994.
La Villette Étudiante est l'association centralisant les activités associatives relatives au quotidien des étudiants. Elle intègre une cafétéria exclusivement gérée par les étudiants ("Kfet"), une coopérative vendant des fournitures scolaires et du matériel à maquettes ("Coco"), un Bureau des Étudiants, ("L'Asso6") et une Association Sportive ("La Villette Sportive"). Un "Bureau des Arts" et  un club vidéo existent ponctuellement sous l'égide de l'Association.
Le Chœur d'Hommes de la Villette est un chœur d'Hommes a cappella fondé par des étudiants et d'anciens étudiants de l'ENSAPLV. Il se produit pour la première fois en juin 2014. Il rassemble 40 choristes au 1er janvier 2020. Le répertoire évolue en fonction de thèmes, choisis annuellement. En 2018, par exemple, c’est la liaison aérienne créée par la Compagnie Générale Aéropostale entre Paris  et Valparaiso qui est le fil directeur du programme, illustrée au cours des concerts par l’œuvre lue d’Antoine de Saint-Exupéry.
Une École pour Guayas est une association humanitaire intervenant en Équateur sur des programmes de construction (ou de reconstruction) d'écoles. Elle récolte des fonds au cours de l'année scolaire par divers moyens (dons, vente caritative...) pour intervenir sur place au cours de l'été.

## Liste des directeurs
- 1978-1986 : Jean-Claude Thoret[JO 1]
- 1986 : André Lew (par intérim)[JO 2]
- 1986-2000 : Gérard Cattalano[JO 3]
- 2000-2007 : Jean-Pierre Le Dantec[JO 4]
- 2007-2010 : Bertrand Lemoine[JO 5]
- 2010-2012 : Guy Amsellem[JO 6]
- 2013-2019: Bruno Mengoli[JO 7]
- 2019 : Caroline Lecourtois[JO 8]

## Anciens élèves
- Odile Decq, architecte française
- Philippe Gazeau, architecte français
- Miriama Bono, directrice du Musée de Tahiti et des Îles
- Delphine Aboulker
- Salima Naji
- Maud Caubet